# Municipio de Flats
El municipio de Flats (en inglés: Flats Township) es un municipio ubicado en el  condado de Macon en el estado estadounidense de Carolina del Norte. En el año 2010 tenía una población de 466 habitantes.

## Geografía
El municipio de Flats se encuentra ubicado en las coordenadas 35°1′21.33″N 83°18′29.55″O / 35.0225917, -83.3082083.